# Сокол в Сан-Франциско
«Сокол в Сан-Франциско» (англ. The Falcon in San Francisco) — детективный фильм режиссёра Джозефа Х. Льюиса, который вышел на экраны в 1945 году.
Это одиннадцатый фильм в киноцикле студии RKO Pictures о благородном сыщике-любителе по прозвищу Сокол, и восьмой фильм, в котором Сокола играет Том Конуэй.
В этом фильме вместе со своим приятелем Голди Локком (Эдвард Брофи) Том Лоуренс, он же Сокол, направляется в отпуск в Сан-Франциско. В поезде он знакомится с 10-летней девочкой Энни Маршалл (Шарин Моффетт) и становится свидетелем убийства её няни. Когда Сокол пытается помочь Энни, его арестовывают за похищение девочки. Вскоре женщина по имени Дорин Темпл (Фэй Хелм) вносит за него залог, освобождая из тюрьмы. После того, как следует убийство дворецкого семьи Маршалл, Сокол начинает собственное расследование. Он знакомится со старшей сестрой Энни, привлекательной Джоан Маршалл (Рита Кордэй), которая стала наследницей пароходной компании. В итоге Сокол выясняет, что один из кораблей этой компании незаконно ввозит шёлк в страну, и за этим преступным бизнесом стоит организация во главе с бывшим бутлегером Дюком Монеттом (Роберт Армстронг) и Дорин.
Современные критики положительно оценивают картину, отмечая интересный запутанный сюжет, хороший актёрский состав и натурные съёмки на улицах Сан-Франциско 1945 года.

## Сюжет
Том Лоуренс (Том Конуэй), учтивый джентльмен и сыщик-любитель, известный как Сокол, вместе со своим помощником и другом Голди Локком (Эдвард Брофи) направляется на поезде в отпуск в Сан-Франциско. В дороге они знакомятся с 10-леней девочкой Энни Маршалл (Шарин Моффетт), которая зашла в клубный вагон в поисках своего сбежавшего щенка. Девочка рассказывает им, что её гувернантка, мисс Карла Киз, и дворецкий Лумис держат её как пленницу. В этот момент появляется мисс Киз (Хермин Стерлер), уводя девочку. Некоторое время спустя Энни снова прибегает в клубный вагон со словами, что с мисс Киз что-то случилось, и зашедший в её купе Том видит, что гувернантка мертва. Том подозревает, что мисс Киз была убита, и берётся доставить Энни домой.
Когда в Сан-Франциско Том увозит Энни с вокзала на такси домой, некий Карл Дадли (Джон Майлонг), который ехал в том же поезде, звонит в полицию капитану детективов (Кернан Крипс), уведомляя о том, что Том похитил девочку. Вскоре полиция останавливает такси Тома, и его увозят в управление по подозрению в похищении ребёнка. Через некоторое время его выпускают под залог в 10 000 долларов, который внесла незнакомая ему молодая женщина Дорин Темпл (Фэй Хелм), которая обещает объяснить Тому всё в тот же вечер за ужином. В ресторане Дорин рассказывает, что ехала в том же поезде и по газетным фотографиям узнала в нём знаменитого Сокола. Она прекрасно понимает, что Том не собирался похищать девочку, и, узнав о его задержании из газеты, решила ему помочь. Дорин уходит позвонить по телефону, приглашая Тома на вечеринку к своим друзьям. В этот момент в зале появляется её подручный Рики (Карл Кент) вместе с напарником Далманом (Джордж Холмс). Представившись сотрудниками полиции, они просят Тома снова проследовать в участок по делу об убийстве в поезде.
Утром Том приходит в себя в квартире Дорин в окружении Рики и Далмана. Когда Том пытается уйти, Далман направляет на него пистолет. Дорин говорит, что отпустит Тома, когда тот скажет, кто убил Карлу Киз, однако Том утверждает, что ему об этом ничего не известно. Дорин приказывает Рики и Далману избить Тома, после чего отпускает его с просьбой передать Питеру Вэнтину, что если его или Питера увидят поблизости от «Цитадели», то их убьют. По указанию Дорин бандиты возят Тома по Сан-Франциско, запутывая следы, а затем выбрасывают около Чайнатауна. Добравшись до гостиницы на городском трамвае, Том вместе с Голди направляется далее в фешенебельный район Ноб-хилл по адресу Энни. Они останавливаются у богатого особняка, где их встречает Джоан (Рита Кордэй), старшая сестра Энни. Джоан уверяет, что не знает ни Дорин, ни Вэнтина, а Энни никто не удерживает силой, это всё её воображение. По словам Джоан, Карла Киз проработала у них лишь несколько месяцев, и ничего про себя не рассказывала. Выбежавшая Энни по просьбе Джоан подтверждает, что силой её никто не удерживает. Когда Том уходит, Джоан хочет последовать за ним, однако дворецкий Лумис (Джейсон Робардс-старший) настоятельно не рекомендует ей делать это, и она останавливается.
Среди ночи Том и Голди пробираются в дом через открытое окно в комнату Энни. Девочка сообщает им, что Лумис держит её как пленницу. Она говорит, что Джоан тоже боится Лумиса и не любила мисс Киз. Затем Энни ведёт их в комнату мисс Киз, где Том обращает внимание на фотопортрет морского офицера с подписью «Моей дорогой жене Карле, с любовью Эйбел». Во время обыска комнаты Голди опрокидывает лампу, и на шум в комнату направляется вооружённый Лумис. В тот момент, когда дворецкий открывает дверь в комнату мисс Киз, из-за занавески кто-то стреляет, и Лумис падает замертво. Забрав с собой фотопортрет, Том и Голди вылезают через окно и возвращаются в свой гостиничный номер. Позвонив в морскую комиссию, Том выясняет, что Эйбел, судя по эмблеме на фуражке, работал на пароходную компанию Star Coastal Lines, а, судя по форме, он был первым помощником капитана. И он является мужем убитой гувернантки Карлы Киз. Вскоре в номер к Тому и Голди заходит Карл Дадли. Угрожая пистолетом, он требует сказать, где Дорин Темпл, которая, как он полагает, наняла Тома, а затем требует отдать ему фотографию. Передавая фотографию, Том бьёт Дадли по лицу, и тот падает, теряя сознание. Достав у него из кармана бумажник, Том выясняет, что настоящее имя Дадли — Питер Вэнтин. Придя в себя, Вэнтин рассказывает, что Дорин хочет его убить, но он не преступник, и не собирался никого убивать. Вэнтин обещает заплатить Тому больше, чем Дорин — 15 тысяч долларов, и эти деньги он рассчитывает получить с Дорин. Вэнтин поясняет, что в своё время работал с Дорин, и она обманула его вместе с известным гангстером-бутлегером Дюком Монеттом, которому затем помогла уехать из страны. У Дорин с Дюком был роман, и он обучил её преступному ремеслу, которым сегодня она владеет в совершенстве.
На следующее утро Том приходит в пароходство Star Coastal Lines, намереваясь получить информацию об Эйбеле Кизе. Тома неохотно направляют к генеральному менеджеру компании Де Форресту Маршаллу (Роберт Армстронг), в кабинете которого Том узнаёт аромат духов Джоан. Де Форрест сообщает, что в настоящий момент Эйбел Киз находится на борту парохода «Цитадель» в открытом море. Тем временем один из служащих по телефону тайно информирует Дорин о визите Тома и вопросах, которые тот задаёт, а затем обещает послать Тома к ней. Перед уходом Том вызывает Джоан из соседней комнаты, которая объясняет, что она является владелицей пароходства, а Де Форрест работает у неё управляющим. Том приглашает Джоан на ланч, и когда они выходят из офиса, сотрудник передаёт Тому адрес Эйбела, который на самом деле является адресом Дорин. Выйдя на улицу, Том поручает Голди выяснить, когда прибывает «Цитадель», а также сделать в библиотеке подборку статей о Дюке Монетте и найти его газетную фотографию. Затем Том вместе с Джоан направляются на такси по адресу, который только что ему дали в офисе. Там их встречает Дорин, а также Рики с пистолетом в руке. Дорин говорит, что ей известно, что Джоан владеет пароходством, однако она полагает, что не Джоан, а Том и Вэнтин собираются вмешаться в разгрузку «Цитадели». Дорин говорит, что ничто не помешает ей разгрузить корабль, и потому она устроила так, что сейчас здесь будет и Вэнтин. Когда действительно появляется Вэнтин, люди Дорин задерживают его. Воспользовавшись начавшейся потасовкой, Том и Джоан сбегают из квартиры.
Доставив Джоан домой, Том возвращается в свой гостиничный номер, где обнаруживает Де Форреста, который прячется в его шкафу. Де Форрест утверждает, что пришёл из-за опасений за Джоан, он обещал её отцу после его смерти позаботиться о ней. Де Форрест говорит, что не обнаружил в номере ничего подозрительного, и просит у Тома извинения за свой визит. Том заверяет его, что он на его стороне. После ухода Де Форреста Том просматривает собранные Голди газетные вырезки, ни в одной из которых нет фотографии Дюка Моннета, зато есть информация о том, что в своё время Монетт был крупным контрабандистом алкоголя и использовал «Цитадель» в своём бутлегерском бизнесе. Том решает ещё раз навестить Star Coastal Lines, полагая, что разгадка кроется в грузе «Цитадели», которая прибывает в порт сегодня. Том и Голди устраиваются докерами на разгрузку «Цитадели», и вскоре Том выясняет, что первый помощник на корабле (Джонни Стронг) — это вовсе не Эйбел с фотографии, тем не менее, он представляется как Киз. Тем временем Том незаметно обследует привезённые тюки, обнаруживая, что под прикрытием конопли на корабле незаконно ввезли шёлк-сырец. Взяв образец шёлка, Том показывает его Де Форресту, который решает задержать груз для официальной проверки. Том видит, как по указанию Де Форреста весь груз перемещают обратно на судно.
Том и Голди направляются к дому Маршаллов, рассчитывая, что Джоан приведёт их к Дюку Монетту. Энни сообщает Тому, что Джоан отправилась навестить своего «тайного любовника», с которым часто говорит по телефону. Узнав из записной книжки адрес «любовника», Том направляется на Телеграф-хилл, оставляя Голди с Энни. На смотровой площадке Том замечает Джоан, подозревая, что она встречается с Дюком, однако вскоре подъезжает Де Форрест. Показав ему газетные вырезки, доказывающие, что его «Цитадель» была флагманским кораблём флота, возившего контрабандой ром, Том утверждает, что Де Форрест и есть Дюк. Тот признаётся, что давно вышел из преступного бизнеса и сменил имя, чтобы обезопасить своих дочерей, Джоан и Энни. Однако Дорин, которая давно знала его, вместе со своими людьми разыскала его и с помощью шантажа заставила работать на себя. Этой ночью она попытается похитить «Цитадель» с грузом, и это шанс для Де Форреста доказать, на чьей он стороне. Заручившись поддержкой Тома, Де Форрест назначает ему встречу вечером в доке.
Вечером Том и Де Форрест встречаются около «Цитадели», где вскоре обнаруживают труп Вэнтина. Де Форрест говорит, что все уже на борту, и уже повышают давление пара, готовясь к отплытию. Де Форрест и Том поднимаются на борт судна, проходя мимо первого помощника Дэвиса. Фе Форрест объясняет, что понимает, что это не Киз, но не мог рассказать об этом Тому ранее. Вместо грузового отсека Де Форрест неожиданно ведёт Тома в машинное отделение. Спустившись внутрь, Де Форрест бьёт рукояткой пистолета по голове инженера корабля, в результате чего тот теряет сознание. Том не понимает поступок Де Форреста, так машинное отделение взорвётся, если инженер не будет постоянно контролировать затвор давления. Давление действительно начинает быстро расти, после чего Фе Форрест обещает прислать сюда кого-нибудь и уводит Тома с собой.
Зайдя в рубку, Том направляет пистолет на Рики, однако со спины Де Форрест угрожает оружием Тому, после чего приказывает Рики разоружить его. В рубке Том видит также Дорин, которая, как выясняется, с Де Форрестом, он же Дюк, заодно. Том просит немедленно предпринять что-то, иначе на корабле произойдёт взрыв, однако Дорин не верит ему, тем более, что Дюк отрицает это. Получив от Дорин подтверждение, что гувернантка Киз работала на неё, Том говорит, что Вэнтин только что приехал из Южной Америки, и потому не мог знать, что Карла Киз будет на этом поезде, также как и сама Дорин. Зато Дюк точно знал, когда его дочь прибудет из школы домой, но в тот раз он не встретил Энни на вокзале, как делал это обычно. Том утверждает, что Дюк знал, что Карла Киз мертва, потому что сам был на этом поезде и убил гувернантку, которая удерживала в качестве заложницы его дочь. По той же причине Дюк расправился и с дворецким Лумисом, который также работал на Дорин. Том напоминает, что корабль может взорваться в любой момент. Он говорит, что Дюк намеревался убрать по одному всех, кто знал о его прошлом. В тот момент, когда Рики собирается позвонить в машинное отделение, Дюк направляет на него пистолет. Когда Дорин делает шаг навстречу Дюку, он стреляет в неё. Раненая Дорин падает на диван, после чего на Дюка надвигается Рики. Дюк стреляет и в него, однако падающий Рики стреляет в Дюка в ответ. Воспользовавшись моментом, Том выбегает из рубки и спускается с корабля, где его поджидают Голди и Джоан. Как только они отбегают в сторону, на корабле раздаётся мощный взрыв.

## В ролях
- Том Конуэй — Том Лоуренс, он же Сокол
- Рита Кордэй — Джоан Маршалл
- Эдвард Брофи — «Голди» Локк
- Шэрин Моффетт — Энни Маршалл
- Фэй Хелм — Дорин Темпл
- Роберт Армстронг — Дюк Монетт / Де Форрест Маршалл
- Карл Кент — Рики
- Джордж Холмс — Далман
- Джон Майлонг — Питер Вэнтайн / Карл Дадли
- Джейсон Робардс-старший — Лумис, дворецкий (в титрах не указан)

## Создатели фильма и исполнители главных ролей
Режиссёр фильма Джозеф Х. Льюис вскоре заслужил признание критиков за такие мрачные нуарные триллеры, как «Меня зовут Джулия Росс» (1945), «Без ума от оружия» (1950) и «Большой ансамбль» (1955).
Свои лучшие роли Том Конуэй сыграл в фильмах первой половины 1940-х годов. Среди них детектив «Убийство на Центральном вокзале» (1942), психологические хорроры «Люди-кошки» (1942), «Я гуляла с зомби» (1943) и «Седьмая жертва» (1943), шесть фильмов о Соколе 1942—1944 годов, а также фильмы нуар «Кураж в два часа» (1945) и «Повторное исполнение» (1947).
За свою кинокарьеру, охватившую период с 1943 по 1953 год, Рита Кордэй сыграла в 25 фильмах, среди которых пять детективных лент о Соколе 1943—1946 годов, а также военная драма «Дети Гитлера» (1943), фильм ужасов «Похититель тел» (1945), детектив «Дик Трейси против Биллиардного шара» (1946), приключенческие фильмы «Изгнанник» (1947) и «Чёрный замок» (1952).

## История создания фильма
Это одиннадцатый из тринадцати фильмов студии RKO Pictures в киносерии о Соколе, которая началась в 1941 году фильмом «Дерзкий Сокол» (1941).
Кинокритик Гленн Эриксон напоминает, что Сокол «закончил свой предыдущий фильм („Сокол в Голливуде“) прикованным наручниками к блондинке, и интересно было бы знать, чем это завершилось. Но на самом деле в этом фильме Сокол меньше охотится за юбками» (чем в предыдущих фильмах). По мнению критика, «возможно, у RKO заканчивались старлетки для гламурных ролей, поскольку такие красавицы, как Рита Кордэй и Джин Брукс, сыграли уже по нескольку раз в фильмах о Соколе, причём каждый раз исполняя разные роли».
После исключения на несколько фильмов в этой картине снова появляется друг Сокола Голди Локк, которого играет забавный Эдвард Брофи. Как пишет Эриксон, «комическая одержимость Голди на этот раз связана с идеей жениться, после того, как он узнал о дополнительном вычете из подоходного налога».
По информации «Голливуд Репортер», некоторые сцены фильма снимались на натуре в Сан-Франциско.
Премьера фильма состоялась 20 июля 1945 года в Нью-Йорке.
Это последний фильм на студии RKO для продюсера, сценариста и режиссёра Мориса Герати, который в период 1942—1945 годов спродюсировал восемь фильмов о Соколе.
После этого фильма студия RKO Pictures значительно сократила бюджеты фильмов сериала о Соколе, а натурные съемки были в значительной степени прекращены.

## Оценка фильма критикой
Современный историк кино Дерек Уиннерт, который высоко оценил фильм, пишет: «Интересный запутанный сюжет, хороший актерский состав и виды Сан-Франциско военного времени 1945 года, плюс режиссура культового Джозефа Х. Льюиса — вот главные, очень значительные достоинства этого приличного маленького детективного фильма». Кинокритик Хэл Эриксон считает, что «это один из лучших фильмов RKO о Соколе». Он особо отмечает «эпизодическое использование режиссером Джозефом Х. Льюисом приёмов cinema verite, что позднее получило полноценное развитие в его классике нуара „Без ума от оружия“ (1950)». Гленн Эриксон полагает, что «фильм, безусловно, сложен в сюжетном плане, и некоторые критики даже говорили о том, что им было трудно следить за историей». Он также отмечает умение Льюиса работать в жанре экшна, что «объясняет, почему этот фильм сериала более жестокий, чем другие — кульминацией является большая перестрелка, за которой следует взрыв грузового корабля».